# L'Oiseau bariolé
L'Oiseau bariolé (titre original : The Painted Bird) est un roman américain de Jerzy Kosinski, écrivain juif polonais installé depuis 1957 aux États-Unis, publié en 1965. À sa publication, le roman suscite la controverse quant à la part véridique des faits que l'auteur affirme fondés sur son expérience personnelle.

## Résumé
Le roman décrit le monde vu par un jeune garçon, « considéré comme un Tsigane ou un Juif errant », qui erre dans un pays d'Europe centrale ou orientale (sans doute la Pologne) durant la Seconde Guerre mondiale, et subit des atrocités ou en est le témoin.

## Critique
« Le lecteur est confronté à une suite de scènes atroces dans lesquelles la violence et la cruauté atteignent leur paroxysme. Les tortures, tant morales que physiques, subies par l'enfant, sont contées avec monotonie dans un style sec, toujours sur le même tempo, comme si elles étaient les conséquences d'un mal inéluctable qui habite l'homme ».

### Édition originale américaine
- New York, Houghton Mifflin, 1965

### Éditions françaises
(chaque édition citée a une illustration de couverture différente)
- traduction française de Maurice Pons, Flammarion, 1966 ; rééditions, J'ai lu no 270-271, 1967 ; J'ai lu no 270, 1973 ; LGF, coll. « Le Livre de poche » no 5233, 1979  (ISBN 2-253-02160-1) ; J'ai lu no 270, 1999  (ISBN 978-2-290-00270-4)[2] ; J'ai lu no 270, 2000  (ISBN 978-2-290-30855-4) ; J'ai lu no 270, 2007  (ISBN 978-2-290-00628-3)
- traduction française de Christian Vasseur, Boutique Kindle (Amazon), 2003. L'Oiseau bariolé : Jerzy Kosinski eBook : VASSEUR Christian, texte intégral non coupé

## Adaptation cinématographique
- 2019 : L'Oiseau bariolé (Nabarvené ptáče), film tchèque réalisé par Václav Marhoul, avec Stellan Skarsgård, Harvey Keitel et Julian Sands